# باشگاه فوتبال ویتچارچ یونایتد
باشگاه فوتبال ویتچارچ یونایتد (به انگلیسی: Whitchurch United Football Club) یک باشگاه فوتبال در شهر ویتچارچ، هامپشیر، کشور انگلستان است که در سال ۱۹۰۳ میلادی تأسیس شده‌است.